# Fadogia luangwae
Fadogia luangwae är en måreväxtart som beskrevs av Bernard Verdcourt. Fadogia luangwae ingår i släktet Fadogia och familjen måreväxter. Inga underarter finns listade i Catalogue of Life.